# Нипмуки
Нипмуки (на английски: Nipmuc) е термин под който са класифицирани по географски принцип местните северноамерикански индиански народи, живеещи в началото на 17 век в централен Масачузетс и прилежащите части на северен Роуд Айлънд и североизточен Кънектикът. Никога не е имало племе нипмук. Народите класифицирани като нипмук представляват около 40 на брой групи и села, които по различно време са част от съседни племена. Поради тази причина е трудно да се определи броя им преди контакта с европейците. Цифрите варират от 3000 до 10 000 души. Първият им точен брой е от 1680 г. По-малко от 1000 нипмук оцеляват след Войната на крал Филип, смесени с остатъци от други племена в християнски индиански селища. В края на 20 век техни потомци са част от смесеното алгонкинско население на Нова Англия, и са организирани в 4 групи:
- Чаубунагунгамауг нипмук или Дъдли индианците.
- Хасанамиско нипмук или Графтън индианците.
- Натик нипмук
- Кънектикът нипмук

Резервата Чаубунагунгамауг е създаден през 1680те, а резервата Хасанамиско през 1727 г. В началото на 21 век тези две групи формират Нацията нипмук. През 1980 г. те правят опит да получат федерално признаване, след като вече са признати от щата Масачузетс. През 2004 г. Федералното правителство решава, че двете групи не отговарят на критериите за признаване като индианска нация. През 2008 г. около 1400 души се самоопределят като потомци на нипмуките.

## Име и език
За първи път хората нипмуки се споменават през 1631 г. под името „нипнет – хората от сладководното езеро“. Това име идва от „ниппенет – мястото със сладководни езера“, както самите те наричат родината си в централен Масачузетс. През 1637 г. Роджър Уилямс записва името им като „ниипмук“, произлизащо от „нипамуг“. По-късно се появяват варианти като „нипнет“, „нимпмуг“ и други.
Повечето хора нипмуки говорят алгонкински L – диалект като при някои групи той варира леко в N – диалект, подобен на езика на масачузет.

## Култура
Подобно на повечето племена в Нова Англия, групите нипмук са предимно земеделци. Те се местят, в зависимост от сезона, за да допълват храната си с лов и събирането на диви растения. Обикновено селата им са строени край реки или малки езера. Всяка група или село е независимо и управлявано от свой вожд. Политическата организация извън селото или групата е минимална. Членството в дадена група не е постоянно. Всеки има право да се присъедини към друга група или да се премести в друго село по всяко време. До идването на белите всички нипмуки живеят мирно един с друг и нямат нужда от сложна организация.

## Исторически групи или села на нипмук
Всяка група нипмук е самостоятелна и независима. По различно време, различни групи или села се съюзяват със съседните племена. Точно преди пристигането на англичаните няколко техни села са под опеката на пекуотите, нарагансетите и пенакуките.
- Акомемек
- Асабет
- Атоуоган
- Богистове
- Чабанаконкумун
- Кочитуот
- Кокатунемог
- Ковесет – свързани с нарагансет
- Ескохеаг Истериг, Еаскохеаг
- Хадли
- Манчауг Монучогок – свързани с пекуот
- Машапуг – свързани с масачузет
- Масомук Уабакуасет – свързани с пекуот
- Мидфилд
- Менемеси
- Метеуемесик
- Мисоконок
- Монашакотуг Моношантуксет – свързани с пекуот
- Мускетакуид
- Нашуа Нашауай – свързани с пенакук и сококи
- Ноукеаг
- Ничеуог
- Нипнет
- Паскоаг
- Пеган Пиеган
- Поникен Понакин
- Куодик
- Куомсит
- Кинебог Кинапеак – свързани с пекуот
- Кинсигамонд
- Сегрегансет
- Сегунесит
- Скуоукеаг Скуоег – свързани с покумтук
- Татумаскет
- Тотапоаг
- Уинемесет
- Уорунтук
- Унашоатокуг – свързани с пекуот
- Ускуоханокит

## История
Контактите на нипмуките с англичаните започват веднага след идването на пилигримите в Плимут през 1620 г. и се увеличават драстично след установяването на пуританите в Масачузетс Бей през 1630 г. Бостънските търговци достигат река Кънектикът през 1633 г., следвани по петите от заселниците. Постепенно заселниците завземат най-добрата им земя и лишават много нипмуки от прехрана. След 1640 г. много нипмуки приемат християнството и до 1674 г. са заселени заедно с други индианци християни в 7 селища.

### Войната на крал Филип
През 1675 г. много нипмуки, принудени от лошите условия в селищата и от лошото отношение на англичаните се присъединяват към крал Филип и неговите уампаноаги в борбата им срещу колонизаторите. Някои нипмуки, които остават неутрални са изпратени от англичаните в Нашоба. След серия от нападения в югоизточен Масачузетс, крап Филип се оттегля с войните си на запад в страната на нипмуките и организира масови нападения на белите поселища в долината на река Кънектикът. През 1676 г., използвайки страната на нипмуките като база, войните на крал Филип предприемат серии от нападения в цяла Нова Англия.

### Разпръсване и загуба на идентичност
След смъртта на крал Филип, англичаните безмилостно преследват нипмуките и другите участници във въстанието. Много нипмуки се спасяват от преследването като бягат в Канада или на запад. Една група отива на север в Квебек и се присъединява към индианците Сен Франсоа, с които продължават войната срещу английските заселници в Нова Англия. През следващите 50 години Сен Франсоа и нипмуките стават най-големият враг на англичаните. Като отмъщение за Войната на крал Филип тези индианци нахлуват в Нова Англия и безпощадно воюват с англичаните по време на Войната на крал Уилям (1689 – 1697) и на кралица Ан (1701 – 1713). Други групи нипмук се придвижват на запад и се заселват сред мохиканите на реките Хусатоник и Хъдсън. Някои пресичат река Хъдсън и се присъединяват към мънси в северната част на Ню Джърси. Тези бежанци впоследствие са погълнати от мохиканите и делаварите и заедно с тях се местят на запад, първоначално в Пенсилвания, а по-късно в Охайо. тези, които остават в Нова Англия са събрани заедно с оцелели от други племена в индианските християнски селища Чачобункакоуок (Чобунагунгамауг), Хасанамесит (Хасанамиско), Магункакуог (Макункокоаг, Магункук), Манчауг (Монучогок), Манексит (Фабиан), Масомук (Уабакуасет), Нашоба, Нашауай (Уешакум), Окомакамесит (Окугамесит), Пакачуг, Куобок, Куантисет (Кинетусет), Уакантуг и Уамесит. Ограничени в рамките на тези селища и малки резервати след 1680 г. и смесени с други групи от местното население, постепенно племенната идентичност и традиции изчезват. От всичките групи нипмук, до края на 20 век оцеляват малцина. В началото на 21 век техни потомци са част от смесеното алгонкинско население на Нова Англия, което е организирано в 4 групи – Чобунагунгамауг, Хасанамиско, Натик и Кънектикът нипмук. Групите Чобунагунгамауг и Хасанамиско днес формират Нацията нипмук.